# ヘレーネ・ヴァイゲル
ヘレーネ・ヴァイゲルは、オーストリア出身のドイツ（東ドイツ）の女優であり、劇作家ベルトルト・ブレヒトの妻として知られている。

## 生涯
ヘレーネ・ヴァイゲルは1900年5月12日、オーストリアのウィーンに生まれた。父親はユダヤ人弁護士であった。1919年にフランクフルトで舞台デビューを果たし、1923年にはベルリン国立劇場でベルトルト・ブレヒトと出会った。彼女はブレヒトの作品に多数出演し、彼の演劇活動の重要な協力者となった。

### 亡命と帰還
1933年のナチス政権樹立と同時に、ヴァイゲルとブレヒト夫妻はドイツからの亡命を余儀なくされた。彼らはチェコスロバキア（プラハ）、オーストリア（ウィーン）、スイス（チューリッヒ）、デンマーク、スウェーデン、フィンランド、そしてアメリカ合衆国などを転々とする苦難の亡命生活を送った。第二次世界大戦終結後の1948年にスイスへと落ち着き、翌1949年には東ベルリンへ帰還した。

### ベルリーナー・アンサンブルの創立と功績
東ベルリン帰還後、ヴァイゲルはブレヒトと共に劇団ベルリーナー・アンサンブルを創立した。彼女はこの劇団の中心的女優として活躍し、ブレヒトが提唱した叙事詩演劇の確立に大きく貢献した。ブレヒトの死後、1956年からは1971年に自身が亡くなるまで、劇団の運営を率いた。

### 代表的な舞台作品
ヴァイゲルの代表的な舞台出演作には、ブレヒトの戯曲である『母』（1932年初演）、『肝っ玉おっ母とその子供たち』（1949年初演）などがある。特に『肝っ玉おっ母とその子供たち』における主人公アンナ・フィアリング役の演技は高く評価され、彼女の当たり役となった。
ヘレーネ・ヴァイゲルは1971年5月7日に死去した。